# 제2차 라이베리아 내전
제2차 라이베리아 내전(Second Liberian Civil War)은 1999년부터 2003년까지 라이베리아에서 일어난 내전이다.
라이베리아와 이웃한 기니, 시에라리온의 지원을 통해 라이베리아 북부를 거점으로 삼은 반란군인 라이베리아 화해 민주 연합, 라이베리아 남부를 거점으로 삼은 반란군인 라이베리아 민주 운동이 찰스 테일러 정부에 반대하면서 일으킨 내전이다.
2003년 6월부터 7월까지 찰스 테일러 정부는 라이베리아 전체 국토의 1/3만 지배했다. 또한 라이베리아 화해 민주 연합이 2003년 7월 18일부터 8월 14일까지 라이베리아의 수도인 몬로비아를 포위하면서 많은 민간인들이 사망했다.
2003년 8월 18일 가나 아크라에서 체결된 아크라 평화 협정에 따라 제2차 라이베리아 내전이 종식되었다. 2005년 라이베리아 총선거가 실시될 때까지 라이베리아에는 규드 브라이언트를 대통령으로 하는 과도 정부가 수립되었다.

## 같이 보기
- 라이베리아의 역사